# 우상호
우상호(禹相虎, 1962년 12월 12일~)는 대한민국의 정치인이다. 제17·19·20·21대 국회의원을 지냈으며, 현재는 대통령비서실 정무수석이다.

## 생애
1981년 연세대학교 문과대학 국어국문학과에 입학했다. 1987년 6월 항쟁 당시 연세대학교 총학생회장을 역임하였으며, 1989년 졸업하였다. 1987년 연세대 총학생회장과 전국대학생대표자협의회 부의장을 하면서 민주화운동 선봉에 섰다. '6월 항쟁' 시위 과정에서 숨진 연세대 후배 이한열을 위한 서울시청 앞 대규모 장례식의 집행위원장을 맡기도 했다.
1987년 8월 25일 서울지방검찰청 공안부는 연세대학교 총학생회장 우상호를 구속했고, 1987년 9월 22일 국내국가모독, 집회및시위에관한법률위반 혐의로 구속 기소했다. 당시 형법 제104조의2(국가모독 등)에서는 내국인이 국외에서 또는 외국인 등을 이용하여 대한민국 국가기관을 모욕, 비방하거나 왜곡, 허위사실 유포 시 7년 이하의 징역이나 금고에 처한다고 규정하고 있었으나 우상호는 1987년 7월 말 미국 <뉴욕 타임스>지와 가진 인터뷰에서 대한민국 정부를 나치 정부와 비교하는 등 국가를 모독하는 발언을 하였다(국내국가모독). 또한 각종 교내외 시위를 주도(집회및시위에관한법률위반)한 혐의를 받았다.
1987년 12월 30일 징역 1년 6월 집행유예 2년이 선고되었으며, 1988년 2월 27일 특별사면되었다.
1988년 3월 19일 서소문공원에서 "민주세력 대동단결 범국민대회"를 주최한 뒤 서교호텔로 3백여명과 함께 몰려가 구호를 외치는 등 각종 집회를 주도하였다가, 1988년 7월 25일 서울형사지방법원에서 집회및시위에관한법률위반으로 징역 1년 6월 집행유예 2년을 선고받았다.
1996년 새정치국민회의 초급행정위원 직위를 잠시 역임한 후, 2002년 당시 대통령이었던 김대중이 전대협 출신인 이인영, 오영식 의원과 함께 영입하면서 제도권 정치를 시작했다. 16대 총선 때 새천년민주당 소속으로 서대문구 갑에 출마했으나, 연세대 81학번 동문인 한나라당 이성헌에게 고배를 마셨다.
이후 17대 총선에 열린우리당 후보로 출마, 이성헌에 승리하면서 국회에 처음 입성했다. 두 사람의 라이벌 관계는 이후 매 총선에서 되풀이됐고 우상호가 20대 총선에서 당선되면서 5판 3승을 거뒀다.
2007년 대한민국 대통령 선거 후보 선출 과정에서 손학규를 지지했기도 했다.
국어국문학과 출신으로 등단 시인인 우상호는 조리있는 말솜씨를 인정받아 열린우리당, 통합민주당, 민주당 대변인에 이어 2011년 박원순 서울시장 후보 대변인까지 지냈다. 2009년 8월 14일부터 김유정 민주당 대변인의 후임으로 민주당 대변인을 지낸 바 있다. 방송개혁위원회 대변인 등 당외 보직을 포함하면 총 8번의 대변인을 역임했다.
2016년 5월 4일 국회에서 열린 제20대 국회 더불어민주당 제1기 원내대표 경선에서 결선 투표 끝에 63표를 획득하여 우원식 의원을 7표 차이로 제치고 원내대표가 되었다.
2020년 12월 14일 서울시장 보궐선거 출마를 선언했으나, 당 내 경선에서 30.44%에 그쳐 69.56%를 득표한 박영선에 패했다.
2022년 6월 7일 더불어민주당의 비상대책위원장을 맡았다.
2025년 6월 이재명 정부가 출범하자, 대통령비서실 정무수석으로 영입됐다. 이에 따라 잠시 더불어민주당을 탈당한다.

## 학력
- 동송초등학교→서울숭례초등학교
- 광운중학교
- 1981년 용문고등학교 졸업
- 1989년 연세대학교 국어국문학 학사
- 2000년 연세대학교 행정대학원 행정학 석사

## 경력
- 1987년: 연세대학교 총학생회장
- 1987년: 전국대학생대표자협의회 동우회 회장
- 1994년: 도서출판 두리 대표
- 1994년: 청년정보문화센터
- 1994년: 월간 '말' 기획위원
- 1997년: 비디오그래픽스 전무이사
- 2001년: 미국 콜로라도주립대학교 경제연구소 객원연구원
- 2003년: 두물머리 주식회사 대표이사
- 2003년: 열린우리당 중앙위원
- 2004년 4월 15일: 대한민국 제17대 국회의원 선거 당선(서울 서대문구 갑, 열린우리당, 초선)
- 2006년 2월~2007년 8월: 열린우리당 대변인
- 이한열추모사업회 사무국장
- 2007년 2월~2007년 8월: 열린우리당 최고위원
- 2008년 1월~2008년 2월: 대통합민주신당 대변인
- 2008년 2월~2008년 4월: 통합민주당 대변인
- 2009년 8월~2010년 8월: 민주당 대변인
- 사단법인 이한열기념사업회 이사
- 사단법인 한국소아당뇨인협회 고문
- 2012년 4월 11일: 대한민국 제19대 국회의원 선거 당선(서울 서대문구 갑, 민주통합당, 재선)
- 2012년 6월~2012년 11월: 민주통합당 최고위원
- 2016년 4월 13일: 대한민국 제20대 국회의원 선거 당선(서울 서대문구 갑, 더불어민주당, 3선)
- 2016년 5월~2017년 5월: 더불어민주당 원내대표
- 2017년 4월~2017년 5월: 제19대 대통령 선거 더불어민주당 문재인 대통령 후보 중앙선거대책위원회 공동위원장
- 2020년 4월 15일: 대한민국 제21대 국회의원 선거 당선(서울 서대문구 갑, 더불어민주당, 4선)
- 2022년 6월~2022년 8월: 더불어민주당 비상대책위원장
- 2022년 6월~2022년 8월: 민주연구원 이사장
- 2025년 6월~: 대통령비서실 정무수석비서관

### 의정 활동
- 2004년 5월 30일~2008년 5월 29일: 제17대 국회의원(서울 서대문구 갑, 열린우리당→대통합민주신당→통합민주당, 초선)
  - 2004년 7월~2006년 2월: 제17대 국회 전반기 문화관광위원회 간사
  - 2006년 2월~2008년 5월: 제17대 국회 전반기, 후반기 문화관광위원회 위원
- 2012년 5월 30일~2016년 5월 29일: 제19대 국회의원(서울 서대문구 갑, 민주통합당→민주당→새정치민주연합→더불어민주당, 재선)
  - 2012년 7월~2013년 3월: 제19대 국회 전반기 외교통상통일위원회 위원
  - 2013년 4월~2014년 5월: 제19대 국회 전반기 외교통일위원회 위원
  - 2014년 6월~2016년 5월: 제19대 국회 후반기 미래창조과학방송통신위원회 간사
- 2016년 5월 30일~2020년 5월 29일: 제20대 국회의원(서울 서대문구 갑, 더불어민주당, 3선)
  - 2016년 6월~2017년 5월: 제20대 국회 전반기 운영위원회 위원
  - 2016년 6월~2018년 5월: 제20대 국회 전반기 국방위원회 위원
  - 2016년 6월~2018년 5월: 제20대 국회 전반기 정보위원회 위원
  - 2017년 12월: 제20대 국회 감사원장(최재형) 임명동의에 관한 인사청문특별위원회 위원장
  - 2018년 7월~2020년 5월: 제20대 국회 후반기 문화체육관광위원회 위원
- 2020년 5월 30일~2024년 5월 29일: 제21대 국회의원(서울 서대문구 갑, 더불어민주당, 4선)
  - 2020년 6월~2022년 7월: 제21대 국회 전반기 과학기술정보방송통신위원회 위원
  - 2020년 7월~2024년 5월: 모빌리티 포럼 구성의원
  - 2020년 8월~2020년 9월: 제21대 국회 대법관(이흥구) 임명동의에 관한 인사청문특별위원회 위원장
  - 2022년 7월~2024년 5월: 제21대 국회 후반기 외교통일위원회 위원
  - 2022년 11월~2023년 1월: 제21대 국회 용산 이태원 참사 진상규명과 재발방지를 위한 국정조사 특별위원회 위원장

## 범죄전력
- 국내국가모독, 집회및시위에관한법률위반: 징역 1년 6월 집행유예 2년 - 1987년 12월 30일 선고, 1988년 2월 27일 특별사면[5]
- 집회및시위에관한법률위반: 징역 1년 6월, 집행유예 2년 - 1988년 7월 25일 선고[6], 1988년 12월 21일 특별사면[5]

### 사전선거운동·선거 후보자 재산 허위 공표
2005년 2월 3일 서울서부지방법원 형사합의 11부(이원일 부장판사)는 공직선거및선거부정방지법위반으로 기소된 우상호에게 벌금 70만원을 선고했다. 우상호는 17대 총선 선거운동 기간 이전인 2004년 2월 자신의 지역구인 서대문구 지역구민 친목회 `다사랑회'에 참석해 지지를 호소하고, 2003년 7월 자신이 설립한 출판사인 두물머리 주식회사의 액면가 5천원짜리 주식 5천주를 명의상 소유하고 있었음에도 총선후보 재산등록에 누락한 혐의를 받았다.
2006년 3월 21일 항소심 재판부인 서울고등법원 제10형사부(재판장 홍성무, 판사 박영재, 판사 배현태)는 검사와 우상호의 항소를 모두 기각하여 원심판결과 같이 벌금 70만원을 선고했다. 2006년 7월 13일 대법원 1부(주심 고현철 대법관)는 원심 판결을 확정했다.

## 논란

### 명의대여
2003년 6월 우상호의 지인인 이규동은 출판사인 두물머리 주식회사를 설립하는 과정에서 우상호의 지명도를 이용하고 싶다고 하였고, 이에 우상호는 이규동을 돕기 위하여 자신의 명의를 사용할 수 있도록 허락하였다. 그에 따라 이규동은 자신의 자금으로 주식을 인수하였음에도 우상호의 명의로 주식을 인수하였고, 실제로는 이규동이 혼자 경영하고 있는 회사임에도 우상호를 대표이사로 올려 놓았다.

## 역대 선거 결과
|  | 45.16% |

|  | 46.06% |

|  | 43.49% |

|  | 54.36% |

|  | 54.89% |

|  | 53.24% |

## 소속 정당
| 소속 정당 | 소속 정당      | 소속 기간 | 비고      |
| --------- | -------------- | --------- | --------- |
|           | 민주당         | 1995      | 정계 입문 |
|           | 무소속         | 1995~1996 | 탈당      |
|           | 새정치국민회의 | 1996~2000 | 입당      |
|           | 새천년민주당   | 2000~2003 | 합당      |
|           | 무소속         | 2003      | 탈당      |
|           | 열린우리당     | 2003~2007 | 창당      |
|           | 무소속         | 2007      | 탈당      |
|           | 대통합민주신당 | 2007~2008 | 창당      |
|           | 통합민주당     | 2008      | 합당      |
|           | 민주당         | 2008~2011 | 당명 변경 |
|           | 민주통합당     | 2011~2013 | 합당      |
|           | 민주당         | 2013~2014 | 당명 변경 |
|           | 새정치민주연합 | 2014~2015 | 합당      |
|           | 더불어민주당   | 2015~2025 | 당명 변경 |
|           | 무소속         | 2025~현재 | 탈당      |

## 같이 보기
- 서대문구 갑
- 서울 서대문구의 국회의원